# Ballets Russes

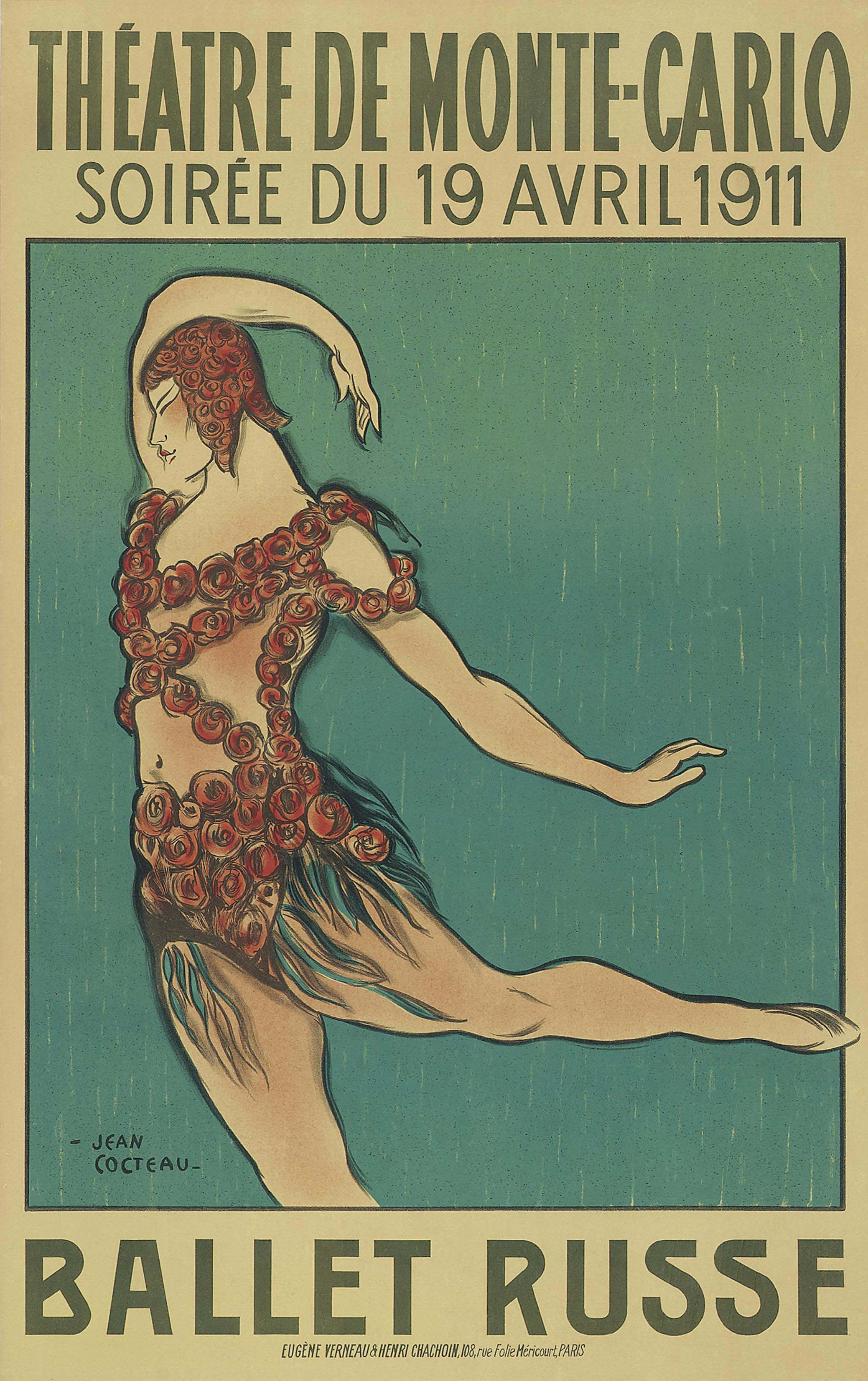
Poster de Jean Cocteau pentru sezonul 1911 Ballet Russe care prezintă Nijinsky în costum pentru Le Spectre de la Rose, Paris.

Ballets Russes (franceză: [balɛ ʁys]) este o faimoasă companie de operă și de balet creată în 1907 de către Serge Diaghilev, cu cele mai bune elemente ale Teatrului Marinski din Sankt Petersburg. În 1909, compania a început un turneu internațional, iar în 1911 Diaghilev a tăiat podul cu Baletul Imperial. Compania devine o trupă privată, independentă, care se stabilește în Monte Carlo, Paris și Londra, fără să se atașeze vreunui teatru în particular.
Inițial, conceput de impresarul Serghei Diaghilev, Ballets Russes este considerat ca fiind cea mai influentă firmă de balet din secolul XX, în parte pentru că a promovat colaborări artistice între tinerii coregrafi, compozitori, designeri și dansatori, în fruntea mai multor domenii. Diaghilev a comandat lucrări de la compozitori precum Igor Stravinski, Claude Debussy și Serghei Prokofiev, artiști precum Vasili Kandinsky, Alexandre Benois, Pablo Picasso și Henri Matisse, precum și designerii costumelor Léon Bakst și Coco Chanel.
Producțiile companiei au creat o senzație uriașă, revigorând complet arta dansului, aducând mulți artiști vizați atenției publice și afectând semnificativ compoziția muzicală. De asemenea, a introdus audienței europene și americane povești, muzică și motive de design trase din folclorul rus. Influența Ballets Russes durează până în prezent.

## Legături externe
Ballets Russes
- The History of Diaghilev's Ballets Russes 1909–1929
- Ballet Russe Cultural Partnership website
- Pathé newsreel extract of Les Sylphides by Ballet Russes in June 1928 Arhivat în 12 ianuarie 2012, la Wayback Machine., possibly a rehearsal
- Ballets Russes de Serge Diaghilev at the Library of Congress: digital exhibition
- Ballets Russes, 1928, concert program, Library of Congress

Ballets Russes Centennial and other exhibitions
- From Russia with love: costumes from the Ballets Russes, 1909–1933, an online exhibition featuring material from the collection of the National Gallery of Australia
- Diaghilev's Ballets Russes, 1909–1929: 20 Years That Changed The World of Art Arhivat în 31 decembrie 2012, la Wayback Machine. Online Exhibition, Houghton Library, Harvard University
- « Centenary of Ballets Russians of Diaghilev »
- Serge Diaghilev and His World: A Centennial Celebration of Diaghilev’s Ballets Russes, 1909–1929 Library of Congress

Successor companies
- The Ballets Russes in Australia Arhivat în 3 aprilie 2016, la Wayback Machine., Ballet Russe de Monte Carlo materials held in the Performing Arts Collection Arhivat în 3 noiembrie 2012, la Wayback Machine., at Arts Centre Melbourne